# Betaína
Betaínas são aminoácidos totalmente N-metilados. São produtos naturais que têm função importante tanto no metabolismo da planta como do animal. Uma das betaínas mais comuns é um derivado de glicina em que três grupos de metila são ligados ao átomo de nitrogênio da molécula de glicina. Este composto de betaína é normalmente chamado betaína, glicinabetaína ou trimetilglicina. Também são betaínas as alaninabetaínas, prolinabetaínas, e histidinabetaína.
Podem ser obtidas de beterraba por exemplo por métodos cromatográficos.

## Estrutura
A estrutura é polar iônica contendo  grupos de N-metila quimicamente reativos, que podem ser doado via reações de catálise enzimática. A maioria dos organismos é capaz de sintetizar pequenas quantidades de betaína por exemplo para a função metila.
Diferente da maioria dos sais moleculares, a betaína é um íon Zwitterion (molécula portadora de carga positiva e negativa simultaneamente), bem compatível com enzimas, e assim o teor dela nas células e organelas celulares pode ser elevado sem que prejudique o metabolismo.

## Nos animais
Animais são normalmente incapazes de acumular grandes quantidades de betaína em suas células. A betaína é observada como boa para aumentar o movimento intestinal, e ingestão de rações e crescimento de animais.

## Nutrição
A betaína é distribuída amplamente em animais, plantas e microorganismos, e rica em fontes alimentares incluindo frutos do mar, especialmente invertebrados marinhos (1%), gérmen ou farelo de trigo (1%); e espinafre (0.7%). O principal efeito fisiológico da betaína é como um osmólito e como doador de radicais metil (transmetilação). Como um osmólito, a betaína protege células, proteínas, e enzimas de estresse ambiental (ex. alta salinidade ou extrema temperatura). Como um doador de radicais metil, a betaína participa do ciclo da metionina – primariamente no fígado e rins humanos. O consumo inadequado de grupos metil leva a hipometilação em vias muito importantes, incluindo: 1)distúrbio no metabolismo de proteínas hepáticas (metionina) determinado pela alta concentração de homocisteína plasmática e diminuição das concentrações de S-adenosilmetionina, e 2) metabolismo inadequado das gorduras hepáticas, o que leva a esteatose (acúmulo de gordura) e conseqüentemente dislipidemias. Esta alteração no metabolismo hepático pode contribuir para várias patologias, incluindo doenças coronarianas, cerebrais, hepáticas e vasculares. A betaína tem mostrado ter a capacidade de proteger órgãos internos, diminuir os fatores de risco pra doenças cardio-vasculares e aumentar a performance desportiva. Dados do conteúdo da betaína em alimentos estão sendo desenvolvidos para relacionar com estudos populacionais. O crescimento corporal mostra que a betaína é um importante nutriente para a prevenção de doenças crônicas.